# 오가키 유키
오가키 유키(일본어: 大垣 勇樹, 2000년 2월 28일~)는 일본의 축구 선수이다.

## 구단 경력
그는 2018년 J1리그의 나고야 그램퍼스에 입단했다. 2019년 J3리그의 이와테 그루자 모리오카로 이적했다. 2020년까지 33경기에 출전하여, 3득점을 넣었다. 2021년 FK RFS와 BFC Daugavpils에서 뛰었다. 2022년 일본 풋볼 리그의 FC 티아모 히라카타로 이적했다. 2023년 레일락 시가 FC로 이적했다.